# Медведев, Вадим Александрович
Вади́м Алекса́ндрович Медве́дев (настоящее имя —  Владимир; 28 апреля 1929, Ялта — 2 марта 1988, Ленинград) — советский актёр театра и кино. Народный артист РСФСР (22 марта 1980).

## Биография
Вадим Медведев родился 28 апреля 1929 года в Ялте. В 1941 году окончил 106-ю начальную школу, но после начала войны был эвакуирован с матерью в село Пышма Свердловской области. В октябре 1943 года семья переехала в Москву, где Вадим поступил в 99-ю неполную среднюю школу, затем учился в 593-й средней школе. Окончил восемь классов и устроился на работу.
В марте 1946 года принят во вспомогательный состав Московского драматического театра.
В июне 1949 года окончил студию при Московском Камерном театре. После срочной службы в Группе советских войск в Германии и демобилизации переехал к второй жене в Ленинград и с 1952 года выступал на сцене Ленинградского театра драмы им. А. С. Пушкина, в 1966 году был приглашён Георгием Товстоноговым в Большой драматический театр, где служил до конца жизни.
В кино дебютировал в 1955 году в роли Антона Журбина в фильме «Большая семья». В дальнейшем аристократическая внешность и благородный облик способствовали приглашениям на героико-романтические роли, такие как Онегин, Телегин («Хождение по мукам»), герцог Орсино («Двенадцатая ночь»). Большим успехом актёра стала работа в фильме «Вдали от Родины», где Медведев воплотил на экране образ разведчика Гончаренко. Фильм стал одним из лидеров проката в СССР в 1960 году.
В середине 1980-х актёра стало подводить здоровье — сначала инсульт, а через год — инфаркт.
Умер от аневризмы аорты 2 марта 1988 года в Ленинграде на 59-м году жизни. Похоронен на Большеохтинском кладбище в Санкт-Петербурге (в 1997 году рядом с ним была похоронена Валентина Ковель).

## Семья
Отец — Александр Александрович Медведев, в 1935 году ушёл из семьи. Участвовал в Великой Отечественной войне, после демобилизации проживал на Украине, в городе Черновцы.
Мать — Ирина Марковна Шиманская (1906—?)
Первая жена — Инесса Разуваева (1929—?), работала стенографисткой в Государственной штатной комиссии при Совете Министров СССР.
Вторая жена — Александра Ивановна Медведева (1925—2014). Прах захоронен на Большеохтинском кладбище в Санкт-Петербурге рядом с мужем Вадимом Медведевым.
- Сын — Вадим Владимирович Медведев (1951—2008), советский и российский журналист, один из ведущих программы «600 секунд» на Ленинградском телевидении.
  - Внук — Андрей Вадимович Медведев (род. 24 октября 1971)
    - Правнучка — Валерия (род. 14 сентября 1995)
- Дочь — Ирина Владимировна Медведева (род. 1954)

Третья жена — Валентина Павловна Ковель (1923—1997), советская и российская актриса театра и кино, народная артистка СССР. Похоронена на Большеохтинском кладбище в Санкт-Петербурге рядом с мужем Вадимом Медведевым.
- Падчерица — Екатерина Игоревна Кончакова (в девичестве Домбек).

## Признание и награды
- Заслуженный артист РСФСР (06.08.1964)
- Народный артист РСФСР (22.04.1980)
- медаль «В память 250-летия Ленинграда»
- МКФ в Канне (1955, Приз лучшему актёрскому составу, фильм «Большая семья»)

## Творчество

### Роли в театре
Ленинградский академический театр драмы имени А. С. Пушкина 
- 1964 — «На диком бреге» по Б. Полевому — Петин

Большой драматический театр им. М. Горького
- 1967 — «Традиционный сбор» В. Розова; постановка Г. А. Товстоногова — Сергей Усов
- 1967 — «Лиса и виноград» Г. Фигейредо; постановка Г. А. Товстоногова (2-я редакция) — Агностос
- 1967 — «…Правду! Ничего, кроме правды!!!» Д. Аля; постановка Г. А. Товстоногова — Альберт Рис Вильямс
- 1968 — «Цена» A. Миллера; постановка Р. А. Сироты — Уолтер Франк
- 1969 — «Король Генрих IV» У. Шекспира; постановка Г. А. Товстоногова — граф Уэстморленд
- 1969 — «Два театра» Е. Шанявский постановка Э. Аксера — Лесничий
- 1972 — «Ревизор» Н. В. Гоголя; постановка Г. А. Товстоногова — Аммос Фёдорович Ляпкин-Тяпкин
- 1973 — «Мольер» М. Булгакова. Постановка С. Ю. Юрского — де Шаррон
- 1974 — «Три мешка сорной пшеницы» В. Тендрякова; постановка Г. А. Товстоногова — Божеумов
- 1975 — «Ханума» А. Цагарели; постановка Г. А. Товстоногова — Микич Котрянц
- 1978 — «Пиквикский клуб». Инсценировка Н. А. Венкстерн по роману Ч. Диккенса; постановка Г. А. Товстоногова. — Додсон
- 1978 — «История лошади». Инсценировка М. Г. Розовского по повести Л. Н. Толстого «Холстомер»; постановка Г. А. Товстоногова — Генерал (ввод)
- 1979 — «Мы, нижеподписавшиеся» А. И. Гельмана; постановка Г. А. Товстоногова. — Малисов
- 1980 — «Перечитывая заново». Сценическая композиция Г. А. Товстоногова и Д. М. Шварц по произведениям А. Е. Корнейчука, Н. Ф. Погодина, М. Ф. Шатрова, В. Т. Логинова. Постановка Г. А. Товстоногова и Ю. Е. Аксенова — Пятаков
- 1983 — «Сёстры» Л. Разумовской, постановка Г. С. Егорова — Куликов
- 1983 — «Смерть Тарелкина» А. Колкера по пьесе А. В. Сухово-Кобылина; постановка Г. А. Товстоногова — Варравин

### Работы на телевидении
- 1964 — Чайка (фильм-спектакль) — Тригорин
- 1968 — Юморески Валентина Катаева (фильм-спектакль) — Завьялов
- 1969 — Правду! Ничего, кроме правды! (фильм-спектакль) — Альберт Рис Вильямс
- 1969 — «Смерть Вазир-Мухтара» по Ю. Тынянову; режиссёры Р. Сирота и В. Рецептер (телеспектакль) — Николай I
- 1973 — Хроника одной репетиции (фильм-спектакль) — архиепископ
- 1978 — Ханума (фильм-спектакль) — Микич Котрянц
- 1980 — В поте лица своего (фильм-спектакль) — Булатов
- 1986 — БДТ тридцать лет спустя (фильм-спектакль) — гость с Кавказа
- 1986 — Пиквикский клуб (фильм-спектакль) — Додсон

### Фильмография
- 1954 — Большая семья — Антон Ильич Журбин
- 1954 — Кортик — Владимир Владимирович Терентьев, старший лейтенант
- 1955 — Овод — Джованни Болла
- 1955 — Двенадцатая ночь — герцог Орсино
- 1956 — Медовый месяц —  поклонник Людочки
- 1956 — Тропою грома
- 1957 — Екатерина Воронина — Юрий Александрович Мостовой
- 1957 — Двое из одного квартала — Ахмед
- 1957 — Сёстры — Иван Ильич Телегин
- 1958 — Восемнадцатый год — Иван Ильич Телегин
- 1958 — Евгений Онегин — Евгений Онегин
- 1959 — Хмурое утро — Иван Ильич Телегин
- 1960 — Вдали от Родины — Генрих фон Гольдринг, он же лейтенант Гончаренко
- 1960 — Пиковая дама — Томский
- 1961 — Самые первые
- 1962 — Сейм выходит из берегов — Кандыба
- 1964 — Гамлет — Гильденстерн
- 1965 — Заговор послов — Сидней Рейли
- 1972 — Комитет девятнадцати
- 1972 — Тайник у Красных камней — Сергей Сергеевич Грибов
- 1974—1977 — Рождённая революцией — Нил Алексеевич Колычев
- 1975 — Прошу слова — Владимир Викентьевич, главный архитектор города
- 1977 — Запасной аэродром
- 1979 — Осенний марафон — Шершавников
- 1983 — Васса — Сергей Петрович Железнов, муж Вассы
- 1985 — Кармелюк — Пигловский
- 1986 — Последняя дорога — Вяземский
- 1988 — Большая игра — Зеккер